# Ruta 17 (Bolivien)
Die Ruta 17 ist eine Nationalstraße im südamerikanischen Andenstaat Bolivien.

## Streckenführung
Die Straße hat eine Länge von 200 km und durchquert den nordöstlichen Teil des Departamento Santa Cruz in Nord-Süd-Richtung. Die Straße beginnt im Norden bei San Ignacio de Velasco an der Nationalstraße Ruta 10 und verläuft durch die nur schwach besiedelten östlichen Hügelländer der Chiquitanía, bis sie nach 200 km in der Stadt San José de Chiquitos endet und hier auf die Nationalstraßen Ruta 4 und Ruta 34 trifft.
Die gesamte Strecke der Nationalstraße wird derzeit asphaltiert (Stand 2018), sie bestand vorher komplett aus Schotter- und Erdpiste und war zu Zeiten hoher Niederschläge in Teilabschnitten immer wieder unpassierbar.

## Geschichte
Die Ruta 17 ist mit Dekret 25.134 vom 31. August 1998 zum Bestandteil des bolivianischen Nationalstraßennetzes "Red Vial Fundamental" erklärt worden.

## Streckenabschnitte im Departamento Santa Cruz
- km 000: San Ignacio de Velasco
- km 037: San Miguel
- km 072: San Rafael
- km 200: San José de Chiquitos